# 1992年夏季残疾人奥林匹克运动会丹麦代表团
1992年夏季残疾人奥林匹克运动会丹麦代表团是丹麦派出的1992年夏季残疾人奥林匹克运动会代表团。获得12枚金牌、22枚银牌和12枚铜牌。